# Livjatan (havuhyre)
 For alternative betydninger, se Livjatan. (Se også artikler, som begynder med Livjatan)
Livjatan (hebraisk: לויתן; latin: Leviathan) er et kæmpemæsigt havuhyre.
Livjatan omtales i Bibelen som det uhyre, Gud i urtiden besejrede. Denne kamp mellem Gud og Livjatan omtales blandt andet i Salmernes Bog 74:14: Du knuste Livjatans hoveder og gav dem som føde til havets fisk. Også i Jobs Bog 40:25 – 41:26 findes kampmotivet, hvor Jahve spørger Job, om denne kunne kæmpe på samme måde som Jahve mod Livjatan.
Dette kampmotiv findes også i andre myter uden for Bibelen, blandt andet i Ba'alsmyten fra Ugarit, hvor Ba'al dræber Livjatan. Generelt er det dog nedtonet i Det Gamle Testamente for i stedet at betone Guds uindskrænkede magt. I Salme 104:26 er Livjatan et havuhyre, som har havet til legeplads. "Der sejler skibene, der er Livjatan, som du skabte til at lege i det".
Myten om Livjatan er også blevet brugt i mange forskellige film og bøger, som for eksempel i filmen Atlantis fra 2001, hvor den bliver brugt som en slags "vagthund" for at beskytte indgangen til den forsvundne by Atlantis.